# Wolfgang Weiermann
Wolfgang Weiermann (* 8. September 1935 in Dortmund; † 17. Mai 2021 ebenda) war ein deutscher Gewerkschafter und Politiker (SPD).

## Leben und Beruf
Nach dem Besuch der Volksschule absolvierte Weiermann eine Ausbildung zum Maschinenschlosser und arbeitete anschließend im Werk Phoenix der Hoesch Stahl AG. Daneben engagierte er sich gewerkschaftlich, schloss sich 1951 der IG Metall an und war seit 1969 Mitglied der Arbeiterwohlfahrt. Er wurde 1972 Mitglied des Betriebsrates bei Hoesch-Phoenix und war dort von 1982 bis 1987 Betriebsratsvorsitzender. Weiermann starb am 17. Mai 2021 nach langer Krankheit in Dortmund. Er hinterließ seine Ehefrau und drei erwachsene Kinder.

## Partei
Weiermann war seit 1955 Mitglied der SPD. Er war von 1991 bis 1997 stellvertretender Vorsitzender des Unterbezirks Dortmund und seit 1989 Vorsitzender der Arbeitsgemeinschaft für Arbeit der SPD im Bezirk Westliches Westfalen.

## Abgeordneter
Weiermann war von 1969 bis 1987 Ratsmitglied der Stadt Dortmund. Dem Deutschen Bundestag gehörte er von 1987 bis 2002 an. Im Parlament vertrat er den Wahlkreis Dortmund II. Mitte der 1990er-Jahre war er Mitglied des Bundestagsausschusses für Wirtschaft und Technologie.

## Ehrungen
- Ehrennadel und Ehrenring der Stadt Dortmund
- 1998: Bundesverdienstkreuz am Bande